# دانشگاه ایالتی اورگنچ
دانشگاه ایالتی اورگنچ {{ازبکی|Urgench State University) یک دانشگاه در ازبکستان است که در گرگانج واقع شده‌است.